# Mannala

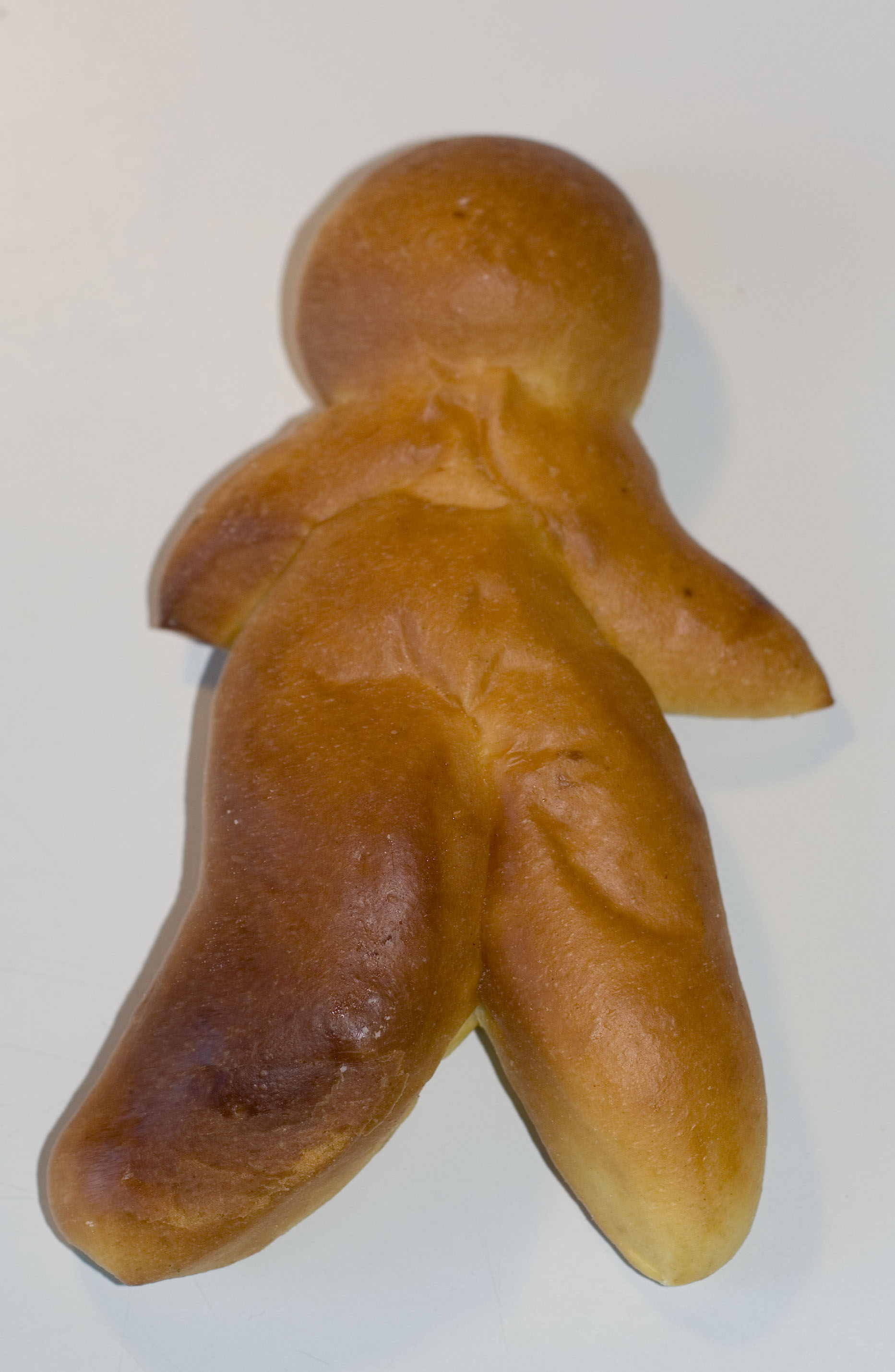
Mannalas.

El mannala (en Mulhouse) o mannele (en Estrasburgo) es un brioche con forma humana (de ahí su nombre que significa hombrecillo en idioma alsaciano) tomado en Alsacia para la fiesta de San Nicolás. Se puede elaborar con pepitas de chocolate y/o pasas secas siendo típicamente servido con chocolate caliente.
El mismo postre existe en otras regiones europeas de influencia germana como la Suiza alemana (bajo el nombre de Grittibänz) y Luxemburgo (Boxemännercher) o dentro de Francia en el Franco Condado (Jean Bonhomme).